# Eugene Sseppuya
Andrew Eugene Sseppuya (Kampala; 1 de abril de 1983) es un futbolista ugandés. Juega de delantero, y su club actual es el FK Jedinstvo Bijelo Polje, de la primera división Montenegrina.
Después de jugar varias temporadas en el fútbol serbio, en el verano de 2012, tras el inesperado descenso de su club el FK Borac Čačak a la segunda división, estuvo en los planes del equipo colombiano Boyacá Chicó Fútbol Club pero al final se mantuvo en Europa ingresando al conjunto FK Jedinstvo Bijelo Polje.

## Clubes
| Club                     | País           | Año       |
| ------------------------ | -------------- | --------- |
| Villa SC                 | Uganda         | 1998-2001 |
| Colorado Rapids          | Estados Unidos | 2005      |
| Virginia Beach Mariners  | Estados Unidos | 2005      |
| FC Banants               | Armenia        | 2007      |
| FK Vojvodina             | Serbia         | 2008      |
| FK Čukarički Stankom     | Serbia         | 2009      |
| FK Mladi Radnik          | Serbia         | 2009      |
| FK Sūduva Marijampolė    | Lituania       | 2010      |
| North Queensland Fury FC | Australia      | 2010      |
| FC Petrolul Ploiești     | Rumania        | 2010      |
| FK Borac Čačak           | Serbia         | 2011-2012 |
| Jedinstvo                | Montenegro     | 2012      |
| Istiqlol Dushanbe        | Tayikistán     | 2013-2014 |
| Jedinstvo                | Montenegro     | 2016      |